# Eurycotis floridana
Gián rừng Florida (Danh pháp khoa học: Eurycotis floridana) là một loài gián lớn trong họ Blattidae thường phát triển đến chiều dài 30–40 mm (1,2–1,6 in). Hai biến thể đặt tên khác bao gồm gián Florida và gián rừng Florida. Gián rừng Florida trông rất giống với gián phương Đông (Blatta orientalis), và hai loài này có thể bị nhầm lẫn với nhau bởi người quan sát bình thường. Không nên nhầm lẫn với gián Mỹ (Periplaneta americana), một loài côn trùng phổ biến khác ở Florida, đôi khi còn được gọi là bọ cọp

## Đặc điểm
Loài gián này trong bụng của nó là một tuyến sản sinh ra chất bài tiết với 40 thành phần, bao gồm cả axit, ête và chất bốc mùi hôi thối. Loài gián rừng Florida có thể phun chất bài tiết khó chịu này xa tới 15 cm hoặc hơn, cả chuột và thằn lằn đều không thích điều này. Gián rừng Florida di chuyển chậm hơn nhiều loài gián khác. Nó thích những nơi ẩm ướt với độ ẩm dồi dào và hoạt động tốt ở những vùng khí hậu ấm áp, ẩm ướt.
Nó được tìm thấy trong các môi trường sống bản địa của nó, chẳng hạn như vùng Florida và Tây Ấn. Loài này thỉnh thoảng đi lang thang trong nhà, đặc biệt là vào những nơi ẩm ướt, chẳng hạn như phòng tắm, tuy nhiên, nó thích ở ngoài trời và không được coi là loài gây hại trong nhà. Nó không chịu được lạnh và cần khí hậu ấm áp, cận nhiệt đới hoặc nhiệt đới. Nó có thể được tìm thấy ở các vị trí ngoài trời có mái che, chẳng hạn như dưới lớp lá mục, trong hốc cây, dưới gỗ và ván, và các kẽ hở khác, cũng như trong bụi rậm và các khu vực nhiều cây cối. 